# تشيسلي سولنبرغر
تشيسلي سولنبرغر (بالإنجليزية: Chesley Sullenberger)‏ (و. 1951  م) هو ضابط، وطيار أمريكي، ولد في تكساس.

## التعليم
تعلم في جامعة بيردو، وأكاديمية سلاح الجو الأمريكي، وجامعة شمال كولورادو.

## الخدمة العسكرية
خدم في القوات الجوية الأمريكية.

## جوائز
حصل على جوائز منها:
- الشخصية الإنسانية للسنة ‏ (2009).[3]

## وصلات خارجية
- تشيسلي سولنبرغر على موقع IMDb (الإنجليزية)
- تشيسلي سولنبرغر على موقع إن إن دي بي (الإنجليزية)
- تشيسلي سولنبرغر على موقع قاعدة بيانات الفيلم (الإنجليزية)
- تشيسلي سولنبرغر في قاعدة بيانات الأفلام على الإنترنت